# Premiul BAFTA pentru cea mai bună actriță de televiziune
Aceasta este o listă a premiilor British Academy Television pentru cea mai bună actriță. Premiile de televiziune ale Academiei Britanice au început în 1955. Premiul pentru cea mai bună actriță a fost acordat inițial ca o „onoare individuală”, fără credit unei anumite performanțe, până în 1969, când Wendy Craig a câștigat pentru interpretarea ei din Not in Front of the Children. Din 1970, nominalizații au fost anunțați pe lângă câștigător și sunt enumerați, cu câștigătorul evidențiat cu albastru.
Julie Walters deține recordul cu cele mai multe victorii la această categorie cu patru, urmată de Judi Dench, Thora Hird și Helen Mirren, cu trei trofee fiecare.
Cele mai multe nominalizări au fost primite de Judi Dench și Julie Walters, câte 7. Premiul este deținut în prezent de Kate Winslet, care a câștigat în 2023 pentru I Am... Ruth .
Categoria Actrițe a fost împărțită în actriță principală și actriță în rol secundar, începând din 2010.

## Anii 1950
- 1955 Googie Withers
- 1956 Virginia McKenna
- 1957 Rosalie Crutchley
- 1958 Nu s-a decernat
- 1959 Gwen Watford

## Anii 1960
- 1960 Catherine Lacey
- 1961 Billie Whitelaw
- 1962 Ruth Dunning
- 1963 Brenda Bruce
- 1964 Vivien Merchant
- 1965 Katharine Blake
- 1966 Gwen Watford
- 1967 Vanessa Redgrave
- 1968 Judi Dench in Talking to a Stranger
- 1969 Wendy Craig in Not in Front of the Children

Notes:
- From 1955-1968 the award was an 'Individual Honour', no particular performance was credited until Wendy Craig's win in 1969. Also, only a winner was announced, there were no other nominees.

- The BAFTA Award database credits Judi Dench's win as an 'Individual Honour', while a number of other sources credit Talking to a Stranger.[1]

## Anii 1970
| An               | Actriță | Film | Rol |
| ---------------- | --- | ---- | --- |
| 1970             | |      |     |
| Margaret Tyzack  | The First Churchills                                                                                       |      |     |
| Sheila Allen     | The Confessions of Marian Evans                                                                            |      |     |
| Eileen Atkins    | The Letter / The Heiress / Double Bill                                                                     |      |     |
| Gwen Watford     | A Walk Through the Forest                                                                                  |      |     |
| 1971             | |      |     |
| Annette Crosbie  | Catherien of Aragon: The Six Wives of Henry VIII                                                           |      |     |
| Glenda Jackson   | Howards End                                                                                                |      |     |
| Gemma Jones      | The Lie / The Spoils of Poynton                                                                            |      |     |
| Rosemary Leach   | Germinal / The Roads to Freedom                                                                            |      |     |
| Dorothy Tutin    | Anne Boleyn: The Six Wives of Henry VIII / Flotsam and Jetsam (Somerset Maugham Series)                    |      |     |
| 1972             | |      |     |
| Patricia Hayes   | Edna, the Inebriate Woman                                                                                  |      |     |
| Glenda Jackson   | Elizabeth R                                                                                                |      |     |
| Gemma Jones      | The Man in the Side Car / The Cherry Orchard                                                               |      |     |
| Rosemary Leach   | The Mosedale Horseshoe (ITV Playhouse) / Cider with Rosie                                                  |      |     |
| 1973             | |      |     |
| Billie Whitelaw  | The Sextet (8 plays)                                                                                       |      |     |
| Pauline Collins  | Upstairs Downstairs / Crippled Bloom (Country Matters)                                                     |      |     |
| Anne Stallybrass | The Onedin Line / The Strauss Family                                                                       |      |     |
| 1974             | |      |     |
| Celia Johnson    | Mrs. Palfrey at the Claremont                                                                              |      |     |
| Francesca Annis  | A Pin to See the Peepshow                                                                                  |      |     |
| Rosemary Leach   | The Adventures of Don Quioxte (BBC Play of the Month)                                                      |      |     |
| Billie Whitelaw  | The Withered Arm (Wessex Tales)                                                                            |      |     |
| 1975             | |      |     |
| Lee Remick       | Jennie |      |     |
| Judy Cornwell    | Cakes and Ale                                                                                              |      |     |
| Janet Suzman     | Florence Nightingale / Hedda Gabler (BBC play for Today) / Antony and Cleopatra / Athol Fugard (2nd House) |      |     |
| Dorothy Tutin    | South Riding                                                                                               |      |     |
| 1976             | |      |     |
| Annette Crosbie  | Edward the Seventh                                                                                         |      |     |
| Francesca Annis  | Madame Bovary                                                                                              |      |     |
| Virginia McKenna | Cheap in August                                                                                            |      |     |
| Helen Ryan       | Edward the Seventh                                                                                         |      |     |
| 1977             | |      |     |
| Siân Phillips    | How Green Was My Valley / I, Claudius                                                                      |      |     |
| Julie Covington  | Rock Follies                                                                                               |      |     |
| Gemma Jones      | The Duchess of Duke Street                                                                                 |      |     |
| Penelope Keith   | Private Lives                                                                                              |      |     |
| 1978             | |      |     |
| Penelope Keith   | The Norman Conquests                                                                                       |      |     |
| Geraldine James  | Dummy |      |     |
| Jane Lapotaire   | Marie Curie / The Return                                                                                   |      |     |
| Susan Littler    | Spend, Spend, Spend                                                                                        |      |     |
| 1979             | |      |     |
| Francesca Annis  | Lillie |      |     |
| Peggy Ashcroft   | Edward and Mrs. Simpson / Hullabaloo Over Georgie and Bonnie's Pictures                                    |      |     |
| Cheryl Campbell  | Pennies from Heaven                                                                                        |      |     |
| Cynthia Harris   | Edward and Mrs. Simpson                                                                                    |      |     |

## Anii 1980
| An                 | Actriță                                                           | Film | Rol |
| ------------------ | ----------------------------------------------------------------- | ---- | --- |
| 1980               |                                                                   |      |     |
| Cheryl Campbell    | Testament of Youth / Malice Aforethought / The Duke of Wellington |      |     |
| Judi Dench         | On Giant's Shoulders                                              |      |     |
| Kate Nelligan      | Measure for Measure                                               |      |     |
| Beryl Reid         | Tinker Tailor Soldier Spy                                         |      |     |
| 1981               |                                                                   |      |     |
| Peggy Ashcroft     | Cream in My Coffee / Caught on a Train                            |      |     |
| Celia Johnson      | Staying On                                                        |      |     |
| Kate Nelligan      | Dreams of Leaving / Therese Raquin / Forgive Our Foolish Ways     |      |     |
| Pamela Stephenson  | Not the Nine O'Clock News                                         |      |     |
| 1982               |                                                                   |      |     |
| Judi Dench         | Going Gently / A Fine Romance / The Cherry Orchard                |      |     |
| Claire Bloom       | Brideshead Revisited                                              |      |     |
| Celia Johnson      | The Potting Shed                                                  |      |     |
| Diana Quick        | Brideshead Revisited                                              |      |     |
| 1983               |                                                                   |      |     |
| Beryl Reid         | Smiley's People                                                   |      |     |
| Jane Asher         | A Voyage Round My Father / Love Is Old, Love Is New               |      |     |
| Maureen Lipman     | Outside Edge / Rolling Home                                       |      |     |
| Julie Walters      | Boys from the Blackstuff / Say Something Happened                 |      |     |
| 1984               |                                                                   |      |     |
| Coral Browne       | An Englishman Abroad                                              |      |     |
| Blair Brown        | Kennedy                                                           |      |     |
| Judi Dench         | Saigon: Year of the Cat                                           |      |     |
| Maggie Smith       | Mrs Silly                                                         |      |     |
| 1985               |                                                                   |      |     |
| Peggy Ashcroft     | The Jewel In The Crown                                            |      |     |
| Geraldine James    | The Jewel in the Crown                                            |      |     |
| Judy Parfitt       | The Jewel in the Crown                                            |      |     |
| Susan Wooldridge   | The Jewel in the Crown                                            |      |     |
| 1986               |                                                                   |      |     |
| Claire Bloom       | Shadowlands                                                       |      |     |
| Frances de la Tour | Duet for One                                                      |      |     |
| Mary Steenbergen   | Tender is the Night                                               |      |     |
| Joanne Whalley     | Edge of Darkness                                                  |      |     |
| 1987               |                                                                   |      |     |
| Anna Massey        | Hotel du Lac                                                      |      |     |
| Joan Hickson       | Miss Marple: The Murder at the Vicarage                           |      |     |
| Wendy Hiller       | All Passion Spent                                                 |      |     |
| Patricia Hodge     | Hotel Du Lac                                                      |      |     |
| Alison Steadman    | The Singing Detective                                             |      |     |
| Julie T. Wallace   | The Life and Loves of a She-Devil                                 |      |     |
| 1988               |                                                                   |      |     |
| Emma Thompson      | Fortunes of War / Tutti Frutti                                    |      |     |
| Jean Alexander     | Coronation Street                                                 |      |     |
| Joan Hickson       | Miss Marple: Nemesis                                              |      |     |
| Miranda Richardson | After Pilkington                                                  |      |     |
| 1989               |                                                                   |      |     |
| Thora Hird         | Talking Heads: A Cream Cracker Under The Settee                   |      |     |
| Jane Lapotaire     | Blind Justice                                                     |      |     |
| Patricia Routledge | Talking Heads: A Lady of Letters                                  |      |     |
| Maggie Smith       | Talking Heads: A Bed Among the Lentils                            |      |     |

## Anii 1990
| An                   | Actriță                                 | Film | Rol |
| -------------------- | --------------------------------------- | ---- | --- |
| 1990                 |                                         |      |     |
| Diana Rigg           | Mother Love                             |      |     |
| Peggy Ashcroft       | She's Been Away                         |      |     |
| Judi Dench           | Behaving Badly                          |      |     |
| Gwen Taylor          | A Bit of a Do                           |      |     |
| 1991                 |                                         |      |     |
| Geraldine McEwan     | Oranges Are Not the Only Fruit          |      |     |
| Emily Aston          | Oranges Are Not the Only Fruit          |      |     |
| Charlotte Coleman    | Oranges Are Not the Only Fruit          |      |     |
| Susannah Harker      | House of Cards                          |      |     |
| 1992                 |                                         |      |     |
| Helen Mirren         | Prime Suspect                           |      |     |
| Lindsay Duncan       | G.B.H.                                  |      |     |
| Prunella Scales      | A Question of Attribution               |      |     |
| Zoe Wanamaker        | Prime Suspect                           |      |     |
| 1993                 |                                         |      |     |
| Helen Mirren         | Prime Suspect 2                         |      |     |
| Maggie Smith         | Memento Mori                            |      |     |
| Juliet Stevenson     | A Doll's House                          |      |     |
| Zoe Wanamaker        | Love Hurts                              |      |     |
| 1994                 |                                         |      |     |
| Helen Mirren         | Prime Suspect 3                         |      |     |
| Olympia Dukakis      | Armistead Maupins Tales of the City     |      |     |
| Siobhan Redmond      | Between the Lines                       |      |     |
| Julie Walters        | Wide-Eyed and Legless                   |      |     |
| 1995                 |                                         |      |     |
| Juliet Aubrey        | Middlemarch                             |      |     |
| Siobhan Redmond      | Between the Lines                       |      |     |
| Geraldine Somerville | Cracker                                 |      |     |
| Victoria Wood        | Pat and Margaret                        |      |     |
| 1996                 |                                         |      |     |
| Jennifer Ehle        | Pride and Prejudice                     |      |     |
| Geraldine James      | Band of Gold                            |      |     |
| Helen Mirren         | Prime Suspect 4                         |      |     |
| Juliet Stevenson     | The Politician's Wife                   |      |     |
| 1997                 |                                         |      |     |
| Gina McKee           | Our Friends in the North                |      |     |
| Alex Kingston        | Moll Flanders                           |      |     |
| Helen Mirren         | Prime Suspect 5                         |      |     |
| Pauline Quirke       | The Sculptress                          |      |     |
| 1998                 |                                         |      |     |
| Daniela Nardini      | This Life                               |      |     |
| Francesca Annis      | Reckless                                |      |     |
| Kathy Burke          | Tom Jones                               |      |     |
| Miranda Richardson   | A Dance to the Music of Time            |      |     |
| 1999                 |                                         |      |     |
| Thora Hird           | Talking Heads: Waiting For The Telegram |      |     |
| Francesca Annis      | Reckless                                |      |     |
| Natasha Little       | Vanity Fair                             |      |     |
| Joanna Lumley        | A Rather English Marriage               |      |     |

## Anii 2000
| An                  | Actriță                                      | Film | Rol |
| ------------------- | -------------------------------------------- | ---- | --- |
| 2000                |                                              |      |     |
| Thora Hird          | Lost for Words                               |      |     |
| Francesca Annis     | Wives and Daughters                          |      |     |
| Lindsay Duncan      | Shooting the Past                            |      |     |
| Maggie Smith        | David Copperfield                            |      |     |
| 2001                |                                              |      |     |
| Judi Dench          | The Last of the Blonde Bombshells            |      |     |
| Geraldine James     | The Sins                                     |      |     |
| Amanda Redman       | At Home with the Braithwaites                |      |     |
| Fay Ripley          | Cold Feet                                    |      |     |
| Alison Steadman     | Fat Friends                                  |      |     |
| 2002                |                                              |      |     |
| Julie Walters       | My Beautiful Son                             |      |     |
| Lindsay Duncan      | Perfect Strangers                            |      |     |
| Sheila Hancock      | The Russian Bride                            |      |     |
| Lesley Sharp        | Bob & Rose                                   |      |     |
| 2003                |                                              |      |     |
| Julie Walters       | Murder                                       |      |     |
| Sheila Hancock      | Bedtime                                      |      |     |
| Jessica Hynes       | Tomorrow La Scala!                           |      |     |
| Vanessa Redgrave    | The Gathering Storm                          |      |     |
| 2004                |                                              |      |     |
| Julie Walters       | The Canterbury Tales                         |      |     |
| Gina McKee          | The Lost Prince                              |      |     |
| Helen Mirren        | Prime Suspect 6: The Last Witness            |      |     |
| Miranda Richardson  | The Lost Prince                              |      |     |
| 2005                |                                              |      |     |
| Anamaria Marinca    | Sex Traffic                                  |      |     |
| Brenda Blethyn      | Belonging                                    |      |     |
| Anne-Marie Duff     | Shameless                                    |      |     |
| Lia Williams        | May 33rd                                     |      |     |
| 2006                |                                              |      |     |
| Anna Maxwell Martin | Bleak House                                  |      |     |
| Gillian Anderson    | Bleak House                                  |      |     |
| Lucy Cohu           | The Queen's Sister                           |      |     |
| Anne-Marie Duff     | Shameless                                    |      |     |
| 2007                |                                              |      |     |
| Victoria Wood       | Housewife, 49                                |      |     |
| Anne-Marie Duff     | The Virgin Queen                             |      |     |
| Samantha Morton     | Longford                                     |      |     |
| Ruth Wilson         | Jane Eyre                                    |      |     |
| 2008                |                                              |      |     |
| Eileen Atkins       | Cranford                                     |      |     |
| Judi Dench          | Cranford                                     |      |     |
| Gina McKee          | The Street                                   |      |     |
| Kierston Wareing    | It's a Free World...                         |      |     |
| 2009                |                                              |      |     |
| Anna Maxwell Martin | Poppy Shakespeare                            |      |     |
| June Brown          | EastEnders                                   |      |     |
| Maxine Peake        | Hancock and Joan                             |      |     |
| Andrea Riseborough  | Margaret Thatcher: The Long Walk to Finchley |      |     |

## Anii 2010
| An                   | Actriță                         | Film                          | Rol |
| -------------------- | ------------------------------- | ----------------------------- | --- |
| 2010                 |                                 |                               |     |
| Julie Walters        | Mo                              |                               |     |
| Helena Bonham Carter | Enid                            |                               |     |
| Sophie Okonedo       | Mrs. Mandela                    |                               |     |
| Julie Walters        | A Short Stay in Switzerland     |                               |     |
| 2011                 |                                 |                               |     |
| Vicky McClure        | This is England '86             |                               |     |
| Anna Maxwell Martin  | South Riding                    |                               |     |
| Natalie Press        | Five Daughters'                 |                               |     |
| Juliet Stevenson     | Accused                         |                               |     |
| 2012                 |                                 |                               |     |
| Emily Watson         | Appropriate Adult               |                               |     |
| Romola Garai         | The Crimson Petal and the White |                               |     |
| Vicky McClure        | This is England 88              |                               |     |
| Nadine Marshall      | Random                          |                               |     |
| 2013                 |                                 |                               |     |
| Sheridan Smith       | Mrs Biggs                       |                               |     |
| Rebecca Hall         | Parade's End                    |                               |     |
| Sienna Miller        | The Girl                        |                               |     |
| Anne Reid            | Last Tango in Halifax           |                               |     |
| 2014                 |                                 |                               |     |
| Olivia Colman        | Broadchurch                     | Ellie Miller                  |     |
| Helena Bonham Carter | Burton & Taylor                 | Elizabeth Taylor              |     |
| Kerrie Hayes         | The Mill                        | Esther Price                  |     |
| Maxine Peake         | The Village                     | Grace Middleton               |     |
| 2015                 |                                 |                               |     |
| Georgina Campbell    | Murdered by My Boyfriend        | Ashley Jones                  |     |
| Keeley Hawes         | Line of Duty                    | Lindsay Denton                |     |
| Sarah Lancashire     | Happy Valley                    | Catherine Cawood              |     |
| Sheridan Smith       | Cilla                           | Cilla Black                   |     |
| 2016                 |                                 |                               |     |
| Suranne Jones        | Doctor Foster                   | Gemma Foster                  |     |
| Claire Foy           | Wolf Hall                       | Anne Boleyn                   |     |
| Sheridan Smith       | The C-Word                      | Lisa Lynch                    |     |
| Ruth Madeley         | Don't Take My Baby              | Anna Howard                   |     |
| 2017                 |                                 |                               |     |
| Sarah Lancashire     | Happy Valley                    | Catherine Cawood              |     |
| Nikki Amuka-Bird     | NW                              | Natalie Blake                 |     |
| Claire Foy           | The Crown                       | Regina Elizabeta a II-a       |     |
| Jodie Comer          | Thirteen                        | Ivy Moxam                     |     |
| 2018                 |                                 |                               |     |
| Molly Windsor        | Three Girls                     | Holly Winshaw                 |     |
| Claire Foy           | The Crown                       | Regina Elizabeta a II-a       |     |
| Sinead Keenan        | Little Boy Blue                 | Melanie Jones                 |     |
| Thandie Newton       | Line of Duty                    | Roseanne "Roz" Huntley        |     |
| 2019                 |                                 |                               |     |
| Jodie Comer          | Killing Eve                     | Villanelle / Oksana Astankova |     |
| Keeley Hawes         | Bodyguard                       | Julia Montague                |     |
| Sandra Oh            | Killing Eve                     | Eve Polastri                  |     |
| Ruth Wilson          | Mrs Wilson                      | Alison Wilson                 |     |

## Anii 2020
| An                | Actriță              | Film                           | Rol |
| ----------------- | -------------------- | ------------------------------ | --- |
| 2020              |                      |                                |     |
| Glenda Jackson    | Elizabeth is Missing | Maud Horsham                   |     |
| Samantha Morton   | I Am Kirsty          | Kirsty                         |     |
| Jodie Comer       | Killing Eve          | Villanelle / Oksana Astankova  |     |
| Suranne Jones     | Gentleman Jack       | Anne Lister                    |     |
| 2021              |                      |                                |     |
| Michaela Coel     | I May Destroy You    | Arabella Essiedu               |     |
| Daisy Edgar-Jones | Normal People        | Marianne Sheridan              |     |
| Billie Piper      | I Hate Suzie         | Suzie Pickles                  |     |
| Hayley Squires    | Adult Material       | Hayley Burrows / Jolene Dollar |     |
| Jodie Comer       | Killing Eve          | Villanelle / Oksana Astankova  |     |
| Letitia Wright    | Small Axe: Mangrove  | Altheia Jones-LeCointe         |     |
| 2022              |                      |                                |     |
| Jodie Comer       | Help                 | Sarah                          |     |
| Kate Winslet      | Mare of Easttown     | Marianne "Mare" Sheehan        |     |
| Lydia West        | It's a Sin           | Jill Baxter                    |     |
| Niamh Algar       | Deceit               | Sadie Byrne / Lizzie James     |     |
| Emily Watson      | Too Close            | Dr. Emma Robertson             |     |
| Denise Gough      | Too Close            | Connie Mortensen               |     |
| 2023              |                      |                                |     |
| Kate Winslet      | I Am... Ruth         | Ruth                           |     |
| Sarah Lancashire  | Julia                | Julia Child                    |     |
| Vicky McClure     | Without Sin          | Stella Tomlinson               |     |
| Maxine Peake      | Anne                 | Anne Williams                  |     |
| Billie Piper      | I Hate Suzie Too     | Suzie Pickles                  |     |
| Imelda Staunton   | The Crown            | Regina Elisabeta a II-a        |     |

## Multiple câștigătoare
| 4 premii - Julie Walters 3 premii - Judi Dench - Thora Hird - Helen Mirren | 2 premii - Peggy Ashcroft - Jodie Comer - Annette Crosbie - Catherine Lacey - Anna Maxwell Martin - Gwen Watford - Billie Whitelaw |

## Multiple nominalizări
| 7 nominalizări - Judi Dench - Julie Walters 6 nominalizări - Francesca Annis - Helen Mirren 5 nominalizări - Jodie Comer 4 nominalizări - Peggy Ashcroft - Geraldine James - Maggie Smith | 3 nominalizări - Anne-Marie Duff - Lindsay Duncan - Claire Foy - Thora Hird - Glenda Jackson - Celia Johnson - Gemma Jones - Sarah Lancashire - Rosemary Leach - Vicky McClure - Gina McKee - Anna Maxwell Martin - Maxine Peake - Miranda Richardson - Sheridan Smith - Juliet Stevenson - Gwen Watford - Billie Whitelaw | 2 nominalizări - Eileen Atkins - Helena Bonham-Carter - Claire Bloom - Cheryl Campbell - Annette Crosbie - Keeley Hawes - Joan Hickson - Suranne Jones - Penelope Keith - Catherine Lacey - Jane Lapotaire - Virginia McKenna - Samantha Morton - Kate Nelligan - Billie Piper - Vanessa Redgrave - Alison Steadman - Dorothy Tutin - Zoe Wanamaker - Emily Watson - Ruth Wilson - Kate Winslet - Victoria Wood |

Note: Julie Walters a fost nominalizată de două ori în 2010, ceea ce contează ca două nominalizări diferite.